# مطار روغيانغ لولان
مطار روغيانغ لولان (بالصينية: 若羌楼兰机场) مطار عام يقع بمدينة مقاطعة روتشيانغ ‏ في شينجيانغ في الصين. يبلغ طول المدرج 2800 م.  حصل على موافقة من مجلس الدولة الصيني واللجنة العسكرية المركزية في مارس 2014. يقع المطار في قرية Xitatirang (西塔提 让 村)، غرب مدينة روغيانغ. بدأ البناء في نوفمبر 2015، باستثمار 546 مليون يوان. افتتح المطار في 29 مارس 2018، وأصبح المطار العشرين في سنجان.

## شركات االطيران والوجهات
| شركـات طيـران          | الوجهات                    |
| ---------------------- | -------------------------- |
| طيران الصين اكسبرس     | مطار كورلا، Qiemo          |
| خطوط جنوب الصين الجوية | مطار أورومتشي ديوبو الدولي |

## وصلات خارجية
- http://www.flightstats.com/go/Airport/airportDetails.do?airportCode=